# Zhang Xiaolei
Dit is een Chinese naam; de familienaam is Zhang.
Zhang Xiaolei (Chinees: 张晓磊) (Jilin, 12 januari 1983) is een schaatsster uit China. Ze vertegenwoordigde haar vaderland op de Olympische Winterspelen 2002 in Salt Lake City en de Olympische Winterspelen 2006 in Turijn.

## Resultaten

### Olympische Winterspelen
| Jaar | Plaats         | Resultaten            |
| ---- | -------------- | --------------------- |
| 2002 | Salt Lake City | 28e 1500 m 23e 3000 m |
| 2006 | Turijn         | 34e 1500 m 8e 3000 m  |

### Wereldbeker
| Seizoen   | 1500 m | 3000/5000 m |
| --------- | ------ | ----------- |
| 2001/2002 | 23e    | 29e         |
| 2002/2003 | 40e    | 39e         |
| 2005/2006 | -      | 37e         |
| 2006/2007 | -      | 49e         |

### Aziatische kampioenschappen
| Jaar | 1500 m | 3000 m |
| ---- | ------ | ------ |
| 2007 | 11e    | 10e    |

### Chinese kampioenschappen
| Jaar | 1500 m | 3000 m | 5000 m | allround |
| ---- | ------ | ------ | ------ | -------- |
| 2001 | -      | Goud   | -      | -        |
| 2004 | 4e     | 4e     | Brons  | 10e      |
| 2005 | Brons  | 4e     | Goud   | 10e      |
| 2006 | Zilver | Zilver | Goud   | Brons    |
| 2007 | -      | -      | -      | Brons    |
| 2008 | 8e     | 6e     | 4e     | Brons    |
| 2009 | -      | -      | -      | Brons    |
| 2010 | -      | 4e     | Zilver | Brons    |

## Persoonlijke records
| Afstand    | Tijd    | Datum            | Baan           |
| ---------- | ------- | ---------------- | -------------- |
| 500 meter  | 41,11   | 18 oktober 2008  | Changchun      |
| 1000 meter | 1.21,72 | 18 oktober 2008  | Changchun      |
| 1500 meter | 1.58,92 | 20 november 2005 | Salt Lake City |
| 3000 meter | 4.08,25 | 21 november 2005 | Calgary        |
| 5000 meter | 7.30,63 | 3 december 2005  | Heerenveen     |